# Pteris exigua
Pteris exigua är en kantbräkenväxtart som beskrevs av O.G.Martínez och Jefferson Prado. Pteris exigua ingår i släktet Pteris och familjen Pteridaceae. Inga underarter finns listade.